# Creature Commandos
Criaturas Comando (en el inglés original, Creature Commandos) son un equipo ficticio de militares sobrehumanos de la Segunda Guerra Mundial que aparecen en las historietas de la compañía estadounidense DC Comics. El equipo original, creado por J. M. DeMatteis y Pat Broderick, fue presentado en el número 93 del comic book Weird War Tales, correspondiente a noviembre de 1980. Fueron traducidas al español a partir del número 180 de Dossier Negro (1985).
En pantalla, el equipo vio la luz por primera vez en su propia miniserie Creature Commandos (2000), obra del guionista Tim Truman y el dibujante Scot Eaton. Y por segunda vez, como serie de televisión animada para adultos que presenta al equipo del mismo nombre Creature Commandos (2024), producida por DC Studios y Warner Bros. Animation, para el Universo DC (DCU), con todos los episodios escritos por el creador James Gunn, con Dean Lorey como showrunner, mientras que Yves "Balak" Bigerel se desempeña como director supervisor.

## Concepto y creación
En una entrevista realizada al creador de los Creature Commandos, el escritor J. M. DeMatteis describió como creó sus personajes:

«Yo estaba escribiendo para Weird War [sip] seis meses antes del evento de la Implosión DC, que me dejó fuera sin trabajo durante casi un año. Y la última idea que tuve... Le eché un vistazo al título, Weird War, y me dije: "Ya conseguiste tener a un montón de monstruos." [...] Entonces después volví a trabajar con ellos de nuevo, pero fue cuando estaban tratando de revivir las historietas de misterio para poder darles una serie en ellas. Así que fui a Len [Wein, el editor] con los Creature Commandos -el título real pudo haberlo creado Len; creo que así fue- y me dijo lo mismo. "Eso es tan tonto que lo vas a trabajar. Vamos a hacerlo." Y así lo hicimos, y aunque esto fue una tontería, no pasó nada y se convirtió en la historieta de muertos de todas maneras.»
JM DeMatteis.

## Biografía del equipo

### Proyecto M
El Proyecto M es una organización secreta del gobierno que se inició durante la Segunda Guerra Mundial y se especializa en la biotecnología experimental y la nigromancia. Entre sus creaciones conocidas del proyecto se destacan principalmente a los Creature Commandos, Miss America y al G.I. Robot. El científico principal del proyecto es el profesor Mazursk, con la colaboración de Robert Crane el Robotman original de la edad de oro. Como se mencionó Young All-Stars #12, operaban en un complejo subterráneo secreto en la mítica isla Ferris en Nueva York.
En 1942, el Proyecto M creó al Creature Commandos. Ellos fueron: el teniente Matthew Shrieve (un humano normal), el sargento Warren Griffith (convertido en un hombre lobo), Vicente Velcro (convertido en un vampiro), Sargento almirante. Elliot "Lucky" Taylor (convertido en el monstruo de Frankenstein) y la Dra. Myrna Rodas (convertida en una gorgona llamada Medusa). Proyecto M dio otras muestras de interés. Lo más notable es que estaban detrás de la creación de la heroína, Miss America. El profesor Mazursky la secuestró después de su paciente original pereció. Al principio, sus experimentos parecían haberla dejado incapacitada. Más tarde regresó a su cuerpo inconsciente a la vida real. Después de eso, ella comenzó una carrera como una heroína enmascarada, pero resultó gravemente herida mientras combatía junto a los combatientes de la libertad. Con el Proyecto M ella se recuperó y la cuidaron hasta que estuviese sana. Una vez allí, el Proyecto M fue visitado por los Young All-Stars, que habían descubierto que el Proyecto M había sido infiltrado. Un criminal llamado Deathbolt estaba allí buscando un nuevo sustituto físico para el cerebro sin cuerpo de Ultra-Humanite. En ese tiempo, Ultra-Humanite se hizo cargo del cuerpo de un dinosaurio recuperado de Isla Dinosaurio. Durante la misma visita, los Young All-Stars fue testigo del cuerpo sin terminar del proptotipo mecánico que más tarde sería conocido como G.I. Robot.

### Segunda Guerra Mundial
La primera misión del equipo fue en Francia, donde destruyeron una fábrica nazi de androides duplicados de los líderes aliados. En su próxima misión en Francia fue la liberación del científico Dr. Renee Frederique. El Commandos finalmente lo encontraron en un campo de la muerte, y no tuvieron más remedio que matarlo. Su conocimiento sobre un químico gas nervioso era demasiado arriesgado para dejarlo en manos de los nazis. Debido a su participación en el asesinato, Taylor intentó suicidarse. Aunque los médicos trataron repararle las cuerdas vocales a raíz de su intento de suicidio, se quedó mudo por el resto de la serie. En otra misión moralmente dudosa el equipo causó la muerte de decenas de niños supersoldados. En 1943, los Commandos fueron desplegados a la Isla Dinosaurio en el Pacífico Sur. Se suponía que iban a resolver la desaparición de varios aviones de reconocimiento aliados. Descubrieron una base naval oculta del Eje y fueron capaces de engañar a los dinosaurios transformados de la marina japonesa. Shrieve tomó fotografías de sus comandantes como prueba de la existencia de la isla. Pero Taylor los destruyó, él creía que la guerra traería la destrucción de los dinosaurios. En otra misión a la Isla Dinosaurio, encontraron al primer J.A.K.E., el G.I. Robot. Se reunió con los Comandos cuando su avión fue atacado por un dinosaurio y cuando este se estrelló en la playa. Juntos, los soldados descubrieron una civilización submarina, una supuesta colonia perdida de Atlantis, situada en el Pacífico. La colonia perdida había creado un grupo de robots que llevaron adelante unos planes para conquistar la Atlántida, y estos androides tomaron el control mental de G.I. Robot. J.A.K.E. en última instancia hizo caso omiso de sus órdenes y se sacrificó para destruir la colonia.
Al final de la guerra, los miembros restantes de los Creature Commandos y J.A.K.E. 2 (junto con su gato y su perro) se vieron obligados a detener un cohete humano que se dirigía a Berlín. Pero el cohete fue radicalmente cambiado de rumbo y se dirigió fuera de la atmósfera rumbo hacia al espacio profundo. Mucho tiempo después, ellos (junto concon J.A.K.E. como fue narrado en el Action Comics #872) aparecieron capturados por Brainiac en su nave espacial (Action Comics  #868).

### Época moderna
De alguna manera el equipo original, más tarde regresaría a la Tierra y al Proyecto M, donde continuaron para servir como una fuerza de operaciones especiales. Para mantener el ritmo de su fisiología frente al envejecimiento, Mazursky, el médico que los había transformado en un principio, inició una serie de modificaciones corporales. Este proceso se extendió a sus vidas, pero a costa de su propia humanidad.
En una fecha no especificada en un futuro próximo, los diferentes miembros del equipo original adoptaron nombres clave. El Proyecto M continuó creciendo en tamaño, y los miembros originales llegaron a formar el equipo de campo principal bajo el nombre código M-Team Alfa. El equipo Alfa fue esporádicamente le fue incluyendo nuevos agentes por lo que el desgaste de las misiones extenuantes les pasaría factura. Presumiblemente, el teniente Shrieve murió o se retiró con el pasar de los años. En su lugar llegó el capitán Lucius Hunter miembro del escuadrón Hellcats. Hunter se decía que tenía 74 años, y receptó modificaciones corporales extensas y terapias para el rejuvenecimiento. Otros miembros nuevos fueron: Aten, una momia especialista en comunicaciones; Bogman, un ser afibio parecida a la Criatura de la Laguna Negra; y cyborg recientemente revivido llamado Gunner Mackey, quien, junto a su socio "Sarge" habían muerto en la Segunda Guerra Mundial. Tanto Lucius Hunter como Gunner Mackey eran personajes de entidad en Our Fighting Forces.
Si bien era un equipo encubierto, la agente Medusa descubrió que una dimensión pondría prontamente en peligro a la Tierra, ya había planes de una invasión debido a una alianza militar entre una Tierra alternativa y un mundo conocido como Terra Arcana. En esta otra dimensión, un conglomerado de señores de la guerra incluyó a Lord Saturna, Hyathis de Alstair (asesinado por Tazzala), Tazzala de Korrl (Queen Bee III), Sayvar, un señor reptil de Llarr, Kraad de Kranaal, Simon Magus de Blackstaff, Blackstaff el Maestro guerrero, Kromm de Mosteel (asesinado por Saturna), y el Rey Troll (asesinado por Velcro).
Con el fin de conquistar la Tierra, la restante dimensión libre, la alianza de Saturna contó con la colaboración de un consorcio poderoso de la línea temporal del futuro de la Tierra. Este grupo le dio a la Tierra armas y tecnología de teletransporte a la alianza a cambio de bienes raíces alienígenas. Tazzala y Magus, pronto traicionados Saturna, cortó su propio acuerdo con Murray. Con la incursión del M-Team en Terra Arcana, Velcro y Gunner fueron capturados por Claw el invicto. Claw estaba convencido de aliarse con ellos, y su pueblo se unió a la batalla contra Saturna. Al final, Tazzala mató a Saturna y a su vez, ella misma, fue asesinada. Entonces, el futuro de Terra Arcana fue dejado en las manos de su propio pueblo.
La versión moderna del Creature Commandos más tarde aparecerían en la miniserie tie-in de Crisis Infinita, el Proyecto OMAC, (2005 a 2006).
Durante los acontecimientos de la "Crisis Infinita", en el tie-in y su tomo único "Villanos Unidos", una prisión metahumana llamado el "Enclave M" aparece mostrado en Nuevo México. Su conexión con Proyecto M es claro en este momento. En la miniserie de Booster Gold de 2008, Maxwell Lord menciona que el Proyecto M sigue activo, al menos en tiempos de la cyberización, y afirma que fue capaz de utilizar sus recursos para darse a sí mismo un nuevo cuerpo humano, libre de las manipulaciones de Max.
En los acontecimientos contados en la maxiserie limitada Liga de la Justicia: Generación Perdida, Maxwell Lord tomó el control de los Creature Commandos para atacar a la vieja embajada de la JLI Durante la batalla, Max se revela haciéndose pasar por uno de los Creature Commandos, en el momento en que captura a Blue Beetle y escapa. Poco después, Creature Commandos que habían quedado libres de la influencia de Max, dándose cuenta de que no saben porqué quedaron tan lejos del Proyecto M.

### Los nuevos 52
El evento conocido como Los Nuevos 52 (el reboot de la continuidad del Universo DC y las publicaciones de las series de historietas de DC Comics), permitió replantear el nuevo origen de los Creature Commandos al ser introducidos y aparecieron en las páginas de Frankenstein Agente de S.H.A.D.E., esta nueva encarnación del equipo, las nuevas encarnaciones de sus agentes de campo son miembros de la organización secreta conocida como S.H.A.D.E., y se da a conocer que Frankenstein ha sido su líder desde hace años. El resto del equipo está compuesto por Khalis (una encarnación de una momia egipcia), Warren Griffith (una encarnación de un hombre lobo), y Vincent Velcoro (transformado en un vampiro gracias a una versión modificada de la fórmula de Doctor más conocido como Man-Bat). Griffith y Velcoro son dos de los que eran originalmente seres humanos que se ofrecieron para el proyecto al ser transformados por la Dra. Nina Mazursky, que más tarde se transformaría a sí misma en una criatura mitad anfibia mitad Criatura de la Laguna Negra, al igual que fue la versión Pre Crisis Elliot "Lucky" Taylor, con el fin de luchar junto al equipo. La exesposa de la novia de Frankenstein también es miembro del equipo hasta cuando renunció después de enterarse sobre la suerte de su hijo.

## Miembros
| Personaje                                                                                            | Descripción |                   |
| Equipo pre crisis                                                                                    | Equipo pre crisis | Equipo pre crisis |
| --- | --- | ----------------- |
| - Warren Griffith (Hombre Lobo)                                                                      | Warren era un sencillo muchacho granjero que sufría de licantropía clínica. Fue seleccionado para unirse al Proyecto M, donde le dieron la capacidad de transformarse en un verdadero hombre lobo. |                   |
| - G.I. Robot: - JAKE - JAKE 2                                                                        | Unos robots que formaron parte del programa Proyecto M que fueron asignados al equipo, de los cuales se destaca las siguientes unidades: - JAKE: - El primer G.I. Robot asignado al equipo, se autodestruyó por tratar de defender una colonia atlante. - JAKE 2: - El segundo G.I. Robot. Este se perdió en el espacio con los Creature Commandos. |                   |
| - Dra. Myrra Rodas (Dra. Medusa)                                                                     | También conocida como Dra. Medusa. Después de unos gases desconocidos, ella le crecieron serpientes en lugar de cabello y superficialmente es idéntica a las Gorgonas de la mitología griega. |                   |
| - Teniente Matthew Shrieve (Humano con modificaciones especiales)                                    | Matthew el líder del equipo. Era el únic miembro soldado humano pero con modificaciones que tuvo en su cuerpo como clavos y extensiones especiales. |                   |
| - Soldado raso Elliot "Lucky" Taylor (Monstruo de Frankenstein)                                      | Lucky apenas logró sobrevivir al pisar una mina. Fue reconstruido en contra de su voluntad, y ahora se asemeja al monstruo de Frankenstein y ha se dañó sus cuerdas vocales producto de una misión polémica. |                   |
| - El sargento Vincent Velcro (Vampiro)                                                               | Vincent se ofreció de manera voluntaria para el proyecto con el fin de conmutar una condena de 30 años en el calabozo por paralizar a un oficial. Convertido en un vampiro, ahora puede transformarse en un murciélago o cualquier criatura de la noche pero adquirió la dependencia de alimentarse de sangre humana para poder sobrevivir.         |                   |
| Equipo post crisis                                                                                   | |                   |
| - Aten (Momia Egipcia)                                                                               | Una momia egipcia especialista en comunicaciones. |                   |
| - El Bogman (Criatura anfibia similar a la Criatura de la Lagunda Negra)                             | Un ser convertido en una criatura anfibia similar a la Criatura de la Laguna Negra. |                   |
| - Gunner (Cyborg)                                                                                    | Gunner Mackey, soldado revivido que perteneció a Los Perdedores convertido en un cyborg, ya que como humano murió durante la Segunda Guerra Mundial. |                   |
| - Hunter (Humano con habilidades especiales)                                                         | Soldado que tiene 74 años de edad, el capitán Lucius Hunter fue miembro del escuadrón Hellcats en la Segunda Guerra Mundial, Adquirió habilidades especiales gracias a un tratamiento especial. |                   |
| - Dra. Medusa (Dra. Medusa)                                                                          | Dr. Myrra Rodas, cuyo cuerpo mutó desde sus primeras apariciones en la época pre crisis. |                   |
| - Patchwork (La Criatura de Frankenstein)                                                            | Elliot "Lucky" Taylor, sigue teniendo casi el mismo origen de la versión pre crisis. |                   |
| - Velcoro (Vampiro)                                                                                  | Vincent Velcoro, quien al igual que Myrra ha mutado aún más producto de su sometimiento a tratamientos especiales que ha realizado. |                   |
| - Wolfpack (Hombre Lobo)                                                                             | Warren Griffith, sigue siendo un hombre lobo, pero ahora es aún más salvaje y es una encarnación fuera de control. |                   |
| Equipo de los Nuevos 52: Creature Commandos de S.H.A.D.E.                                            | |                   |
| - Padre Tiempo (Humano en cuerpo de una niña)                                                        | Humano que trasladó su alma al cuerpo de una niña de 7 años, Líder de la organización conocida como S.H.A.D.E. |                   |
| - Dr. Ray Palmer (ex-Atom) (Asesor Científico)                                                       | Científico de Enlace de las Naciones Unidas, anteriormente Atom, fundador de ciudad S.H.A.D.E. y de la mayoría de la tecnología de S.H.A.D.E.. |                   |
| - Frankenstein (Monstruo Zombi)                                                                      | Encarnación del monstruo de Frankenstein. No tiene nombre, y prefiere llamarse Frankenstein. Líder del equipo. |                   |
| - Novia de Frankenstein (Monstruo Zombi)                                                             | La Mujer creada para ser la esposa y compañera de Frankenstein, pero se negó. En el primer número de Frankenstein Agente de S.H.A.D.E., ella está retirada, pero en Frankenstein Agente de S.H.A.D.E. #8 después de que se reveló que Padre Tiempo la reanima ella y el hijo de Frank está encarcelada en un sitio conocido como "El Zoológico".    |                   |
| - Dra. Nina Mazursky (Gillman/Sirena, pero con rasgos presentados de la Criatura de la Laguna Negra) | Híbrida entre el Monstruo Gillman/Sirena (pero con rasgos presentados de la Criatura de la Laguna Negra), es parte del equipo científico, y fundadora de los Creature Commandos de S.H.A.D.E.. La primera generación fue un fracaso y fue encarcelada en "El Zoológico". Hace parte de la segunda generación del equipo.                            |                   |
| - Vincent Velcoro (Vampiro)                                                                          | Vampiro que se desempeña como piloto del equipo. |                   |
| - Warren Griffith (Hombre Lobo)                                                                      | Hombre lobo que se desempeña como soldado del equipo. |                   |
| - Khalis (Momia Egipcia)                                                                             | Una momia miembro del cuerpo médico. Su origen y habilidades se clasifican como desconocidos. |                   |
| - G.I. Robot                                                                                         | Unidades robóticas que sirven de refuerzo al equipo. |                   |

## Continuidad
- Una miniserie sobre los Creature Commandos no está catalogada como "Mundo Alternativo ", pero el autor Tim Truman lo describe que tiene lugar "un segundo en el futuro". Se hicieron varias modificaciones a los nombres y sus apariciones de cada miembro del equipo. Truman renombró a los miembros originales del equipo como fue en el caso de Velcro y Myrna, al llamarlos "Velcoro" y "Myrra".[4]

- Truman dijo que basó el personaje de Patchwork en el Universo DC, siendo un pastiche de un hombre llamado Patchwork que apareció en Swamp Thing #1-2.[4]

- Los villanos de esta serie son viejos villanos de la Liga de la Justicia de América, aquellos que aparecieron en los años 60 hasta la primera aparición del equipo en 1963. Xotar fue uno de ellos; apareció en Brave and the Bold #29.[11] Simon Magus, Saturna, y el Rey Troll aparecieron en Liga de la Justicia de América Vol.1 #2. Hyathis, Kromm y Sayvar aparecieron en las páginas de Liga de la Justicia de América Vol.1 #3. Tazzala es probablemente tiene alguna relación con Zazzala, que apareció en Liga de la Justicia de América Vol.1 #23. Kraad apareció en las páginas de Liga de la Justicia de América Vol.1 #25.[4]

- El uso del personaje de Claw el inconquistable en esta serie se referencia fiel a sus orígenes Pre Crisis.[4]

- El Proyecto M se muestra que estuvo activo en la continuidad Pre Nuevos 52, y al menos una vez estuvo conectado con Checkmate, y es responsable de la inversión de la transformación cyborg de Maxwell Lord. Con Orr como jefe y miembro prominente, el Proyecto M es directamente responsable de la creación de Equus (Un mercenario Cyborg), un mejorado miembro de los Teen Titans conocido como Wildebeest  y la explotación de la tecnología que creó al superhéroe Cyborg y sus usos militares[12]

- La Crieature Commandos originales debutaron en las páginas de Weird War Tales, y se reconocen sus historias en los números #93, #97, #100, #102, #105, #108-112, #114-119, #121, #124.

## Otras versiones

### Flashpoint
En la línea de tiempo alternativa creada en el vento de la serie limitada Flashpoint, el teniente Matthew Shrieve resulta siendo emboscado por soldados nazis, y luego salvado por Frankenstein. Más tarde, Matthew y Frankenstein fueron invitados por el Proyecto M para unirse a las Creature Commandos. Después del final de la Segunda Guerra Mundial a pesar de todo, el Proyecto M se consideró obsoleto el miembro de los servicios gubernamentales Robert Crane. 65 años después, Frankenstein y los Creature Comandos fueron revividos y escapan de las instalaciones del laboratorio donde fueron encarcelados. El general Nathaniel Adam se puso en contacto con la nieta de Shrieve, Miranda, para cazar a los Creature Commandos. Los Creature Commandos luego viajan a Gotham City, donde el doctor Mazursky en sus últimos momentos de vida le encuentran en su camarote, solo para enterarse de que se trasladó a Rumania. Al grupo caen en una emboscada por parte de Miranda, junto con un G.I. Robot y un pelotón de soldados. Miranda les dice que su abuelo intentó montar una segunda encarnación de los Creature Commandos, en el cual estaba formado por Solomon Grundy, Man-Bat y el Doctor Phosphorus, que se volvieron contra él y lo asesinaron. Miranda culpa a los monstruos por arruinarle su vida. Velcoro salvaría a Frankenstein de G.I. Robot y Miranda le dispara Griffith con balas de plata. El equipo logra llevarse a La Novia, la esposa de Frankenstein, que todavía está viva. Después de que Miranda estaba prisionera, La Novia le explica que las Creature Commandos en la que ella está trabajando es Agente de S.H.A.D.E. Ella entonces le revela a Miranda que las segundas Creature Commandos habían estado trabajando para el general Sam Lane, quién es el verdadero responsable de la muerte de la familia de Miranda. Más tarde, los Creature Commandos viajan a Rumania, donde encuentran un pequeño pueblo habitado por monstruos. El pueblo es atacado por un gigantesco G.I. Robot. Frankenstein y La Novia combaten al G.I. Robot, mientras que Miranda ayuda a Nina para colaborarle a curar las heridas de Griffith, y sugieren hay un cercano castillo donde el Dr. Mazursky todavía está vivo, y posteriormente se reunió allí con su hija. Mazursky explica que los habitantes del pueblo fueron pacíficos, y que fueron la base para la creación de los Creature Comandos. Cuando el Proyecto M se consideró obsoleto, el doctor Mazursky escapó y regresó al pueblo natal para buscar el elixir de la vida eterna. Después de que Frankenstein y la Novia destruyeran al G.I. Robot, Velcoro murió a causa de su exposición de la luz del sol, Griffith se recuperaría al convertirse en ser humano de nuevo y desarrolla una relación con Nina. Frankenstein, la Novia y Miranda se apartan de los Creature Commandos y participan en la guerra Atlante/Amazona.

## Apariciones en otros medios

### Televisión
- Los Creature Commandos fueron estrellas invitadas en la serie animada Batman, el valiente en el episodio "Cuatro Estrellas Espectaculares!" y en corto introductorio de la serie "La guerra olvidada por el tiempo".
- Los Creature Commandos aparecieron en los cortos animados de DC Nation Shorts.
- Los Creature Commandos tendrán su propia serie, que será parte del nuevo DC Universe (DCU) creado por James Gunn y Peter Safran.[16]

### Entrevistas
- Fanzing Interview with Tim Truman

- Datos: Q5183626